# Obernau (Aschaffenburg)
Obernau ist ein Stadtteil der kreisfreien Stadt Aschaffenburg mit 4.958 Einwohnern (31. Dezember 2021) und gehört zum Regierungsbezirk Unterfranken im Freistaat Bayern der Bundesrepublik Deutschland.

## Lage
Der Stadtteil liegt auf der rechten Mainseite und grenzt mit dem Bauhof des Wasser- und Schifffahrtsamtes Aschaffenburg und mit seiner Feldflur unterhalb des Bischberges, entlang des Reiterweges und unterhalb des Jüdischen Friedhofs sowie mit seinem Wald bis in den Bereich des Fidelio-Waldhauses an den Stadtteil Schweinheim. Im Süden bildet der Altenbach die Grenze zum Markt Sulzbach im Landkreis Miltenberg.
Den tiefsten Punkt Obernaus bildet der mittlere Stauspiegel des Mains unterhalb der Obernauer Schleuse mit 108,5 m ü. NN, der höchste Punkt ist der Bereich des Judenbergs mit 206 m ü. NN.

### Nachbargemarkungen
Folgende Gemarkungen grenzen an das Ortsgebiet von Obernau:
|             |                                             | Schweinheim |
| Leider      | Kompassrose, die auf Nachbargemeinden zeigt |             |
| Niedernberg | Sulzbach am Main                            |             |

## Geschichte
Die älteste im Original überlieferte Urkunde, die Obernau als „Oberenheim“ dreimal nennt, ist eine Schenkungsurkunde des Erzbischofs Konrad I. von Mainz an das Stift St. Peter und Alexander in Aschaffenburg von 1191.
Bereits 1169 nennt eine abschriftlich erhaltene Urkunde Obernau als im Besitz des Mainzer Stiftes Maria in Campis. Papst Lucius III., der 1184 die Mainzer Besitztümer ordnete, erwähnt die Pfarrkirche Ruchelnheim, die Mutterkirche der Kapelle bzw. Kirche in Obernau („parrochiam in Ruchil(n)heim“).
Obernau ist aber viel älter. Eine frühe Besiedelung konnte nachgewiesen werden durch den Fund eines Angelhakens aus der späten Mittelsteinzeit (10.000 bis 3 500 v. Chr.), durch Steinbeile aus der Jungsteinzeit (3.500 – 2500 v. Chr.) sowie Nadeln aus der Bronzezeit (1550 bis 750 v. Chr.). Der spektakulärste Fund war eine 42 cm hohe (Mündungsdurchmesser 40,5 cm) Zylinderhalsurne aus der Hallstattzeit (750 bis 450 v. Chr.). Weitere Funde bis in das 6. Jahrhundert n. Chr. sind heute im Museum der Stadt Aschaffenburg ausgestellt.
Von 1283 datiert der erste schriftliche Beleg über Weinbau in Obernau, zugleich die erste Erwähnung einer Kapelle. Um 1440 wurde das Dorf mit einer Mauerbefestigung versehen. Seit 1486 führte die Aschaffenburger Geleitstrecke der Nürnberger und Augsburger Kaufleute nach Frankfurt über Obernau. Der Ort konnte aber wegen der Nähe Aschaffenburgs keinen finanziellen Vorteil daraus ziehen.

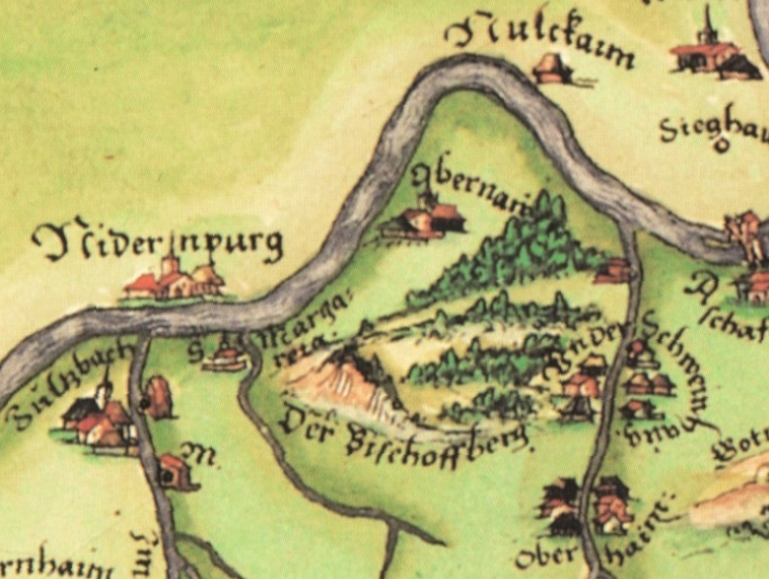
Obernau auf der Spessartkarte von 1594

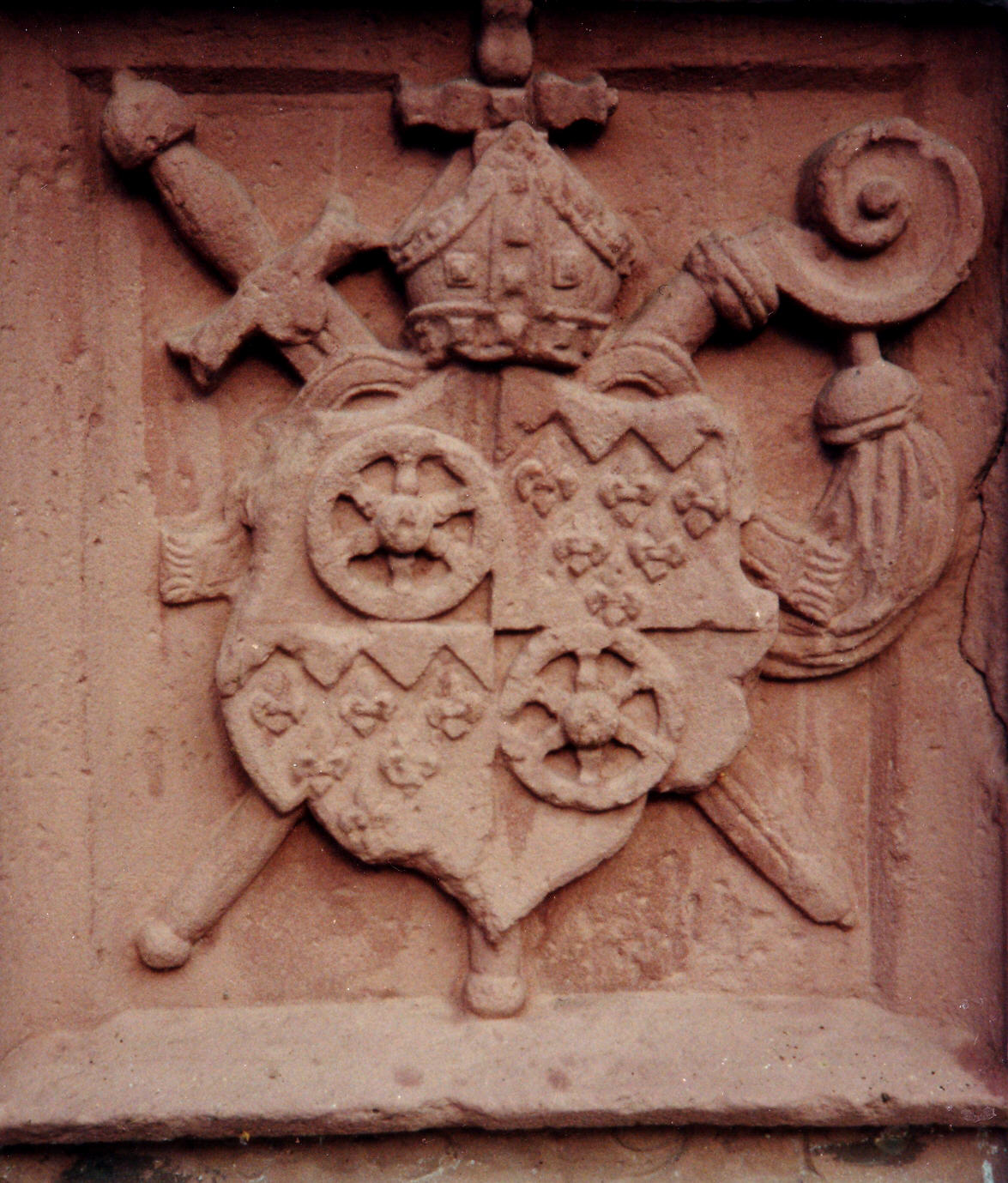
Wappenstein am ehem. Rathaus im Aschaffenburger Stadtteil Obernau

In der Türkensteuerliste von 1551, der ältesten erhaltenen Aufzeichnung dieser Art, hat Obernau 52 Haushalte, was etwa 260 Einwohnern entspricht. Das Dorf Obernau erscheint 1594 auf der sogenannten Pfinzing-Spessartkarte (Pfinzing-Atlas) als „Obernaw“ und wird mit Kirchturm dargestellt. Aus dem gleichen Jahr stammt die Datierung eines Sandsteines, der das Wappen des Mainzer Erzbischofs Wolfgang von Dalberg trägt und das die Vereine als ihr gemeinsames Wappen bis in unsere Tage verbindet.
Um 1600 wird die alte Schreibweise „Ober(e)nheim“ durch die neue Namensform Obernau abgelöst.
Die Pest raffte im Frühjahr 1632 in Obernau 171 Menschen dahin. Die Einwohnerzahl war auf 32 Haushalte, rund 160 Personen und 37 Herdstätten gesunken.
„St. Peter ad Vincula“ (San Pietro in Vincoli) so wird das Patrozinium der Kapelle Obernau in einer Kirchenrechnung 1656 angegeben, später dann mit „St. Peter und Paul“. Die Kapelle, deren genaue Errichtung nicht bekannt ist, aber belegt seit 1283, stand im Bereich des heutigen Dorffriedhofes.
Das Jahr 1668 ist die älteste bekannte Nennung zweier Schildwirtschaften – der von Georg Adam Wirth und der von Johann Gerlach.
Die Jahreszahl 1712 trägt der Türsturz der Waldkapelle „Maria Frieden“. Die Errichtung geht auf eine Sage über eine Freveltat zurück.
Im Jahr 1792 erfolgten die Grundsteinlegung und der Bau der alten Pfarrkirche durch Pfarrer Philipp Eustach Cammer, nachdem 1788 die alte Pfarrei Ruchelnheim aufgelöst und in zwei Pfarreien – Obernau und Sulzbach – aufgeteilt wurde.
Zum Ende des Kurfürstentums Mainz 1803 gehört Obernau zur Amtsvogtei Schweinheim des Vizedomamts Aschaffenburg, beide mit Sitz in Aschaffenburg.
Am 26. Juni 1814 fällt Obernau, wie der größte Teil der Spessartregion, an das Königreich Bayern und wird Anfang 1815 ins Landgericht Aschaffenburg eingegliedert.
Mit dem Landgericht Aschaffenburg kommt Obernau 1862 zum Bezirksamt Aschaffenburg, das ab 1939 als Landkreis Aschaffenburg bezeichnet wird.
Im 19. Jahrhundert war Obernau eine bedeutende Schiffergemeinde mit Weinbau und Holzhandel. 1840 fuhren auf dem Rhein und dem Main vier Obernauer Schiffe, jedes mit über 1000 Zentner Ladung. Ihre Namen waren Morgenstern, Sonne, Adler und Phöbus.
Am 7. April 1889 wurde auf Obernauer Gemarkung mit sieben Brunnen und einem Pumpenhaus das erste Aschaffenburger Wasserwerk eröffnet, allerdings noch ohne Wasserleitung nach Obernau selbst.
Ende des 19. Jahrhunderts wurden in Obernau die ersten Vereine gegründet, die ältesten sind der Gesangverein „Harmonie“ (1888), die Freiwillige Feuerwehr (1892) und der Katholische Arbeiterverein KAB (1895). Aktuell hat der Obernauer Vereinsring 29 Mitglieder.
Am 1. Mai 1921 wurde die erweiterte Gnadenkapelle „Maria Frieden“ im Obernauer Wald eingeweiht. In feierlichen Prozessionen ziehen die Aschaffenburger Innenstadtpfarreien, Schweinheim, Gailbach, Sulzbach und in vielen Privatgruppen am 1. Maisonntag zur Obernauer Kapelle.
Von 1926 bis 1930 wurden die Staustufe Obernau und das Wasserkraftwerk errichtet. Ab 2026 soll die alte Schleuse durch einen Neubau ersetzt werden. Die Inbetriebnahme soll
voraussichtlich 2034 erfolgen und die Bauarbeiten 2041 abgeschlossen sein.
Im Spätherbst des Jahres 1931 schlossen sich zwölf wanderfreudige, naturverbundene und heimatliebende junge Obernauer zusammen und gründeten den Wanderverein „Edelweiß“.
In den 1930er Jahren wurde in Obernau an der Gemarkungsgrenze zu Schweinheim ein Pionier-Wasserübungsplatz errichtet. Heute befindet sich dort der Bauhof des Wasser- und Schifffahrtsamtes Aschaffenburg.
Am 1. April 1939 wurde die Flur Hinterfeld mit ca. 57 ha Flächen aus dem Gemeindegebiet von Schweinheim herausgelöst und in das Gemeindegebiet von Obernau eingegliedert.
In den beiden Weltkriegen 1914–1918 und 1939–1945 verloren 89 Obernauer ihr Leben. Viele waren noch lange vermisst.
Nach einem Siedlungsbau 1950, dem Wasser- und Kanalbau in den Jahren 1951–1954 und dem Bau der neuen Schule 1958 erhielt Obernau auch 1960 einen Kirchenneubau, der 1962 von Bischof Josef Stangl feierlich eingeweiht wurde.
Im Rahmen der Landkreis- und Gebietsreform wurde Obernau mit 3368 Einwohnern und einem Gemeindegebiet von ca. 813 ha am 1. Mai 1978 ein Stadtteil von Aschaffenburg.
Am 27. Mai 2011 wurde die an die Bahnlinie verlegte Staatsstraße 2309 dem Verkehr übergeben. Im Zuge des Baues dieser Ortsentlastungsstraße waren in der Ortslage von Obernau drei schienengleiche Bahnübergänge durch Eisenbahnbrücken ersetzt worden.

## Wirtschaft
Zu Obernau gehört der im Norden gelegene Bauhof des Wasser- und Schiffahrtsamtes Aschaffenburg und ein Gewerbebetrieb im ehemaligen Wasserwerk der Stadt Aschaffenburg sowie das im Südosten gelegene Industriegebiet, welches direkt an die Gemeinde Sulzbach am Main angrenzt.
Im Ort selbst finden sich ein Lebensmittelmarkt, mehrere kleinere Läden und einige Gaststätten.

## Bildung, Kultur und Freizeit
Obernau besitzt eine eigene Grundschule, ein Kinderhaus, eine katholische Bücherei im Pfarrhof, mehrere Vereine, einen Fußballplatz, eine Mehrzweckhalle, einen Segelflugplatz, gute Wandermöglichkeiten im nahen Wald und am Main, verschiedene Gaststätten und gute Verkehrsanbindungen.

## Sehenswürdigkeiten
- Obernauer Kapelle
- Obernauer Kirche
- Obernauer Pfarrhof
- Obernauer Rathaus
- Obernauer Geißenbrunnen
- Obernauer Mariengrotte

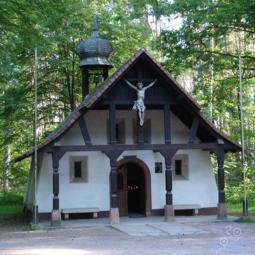
Obernauer Waldkapelle „Maria Frieden“ 1712/1923
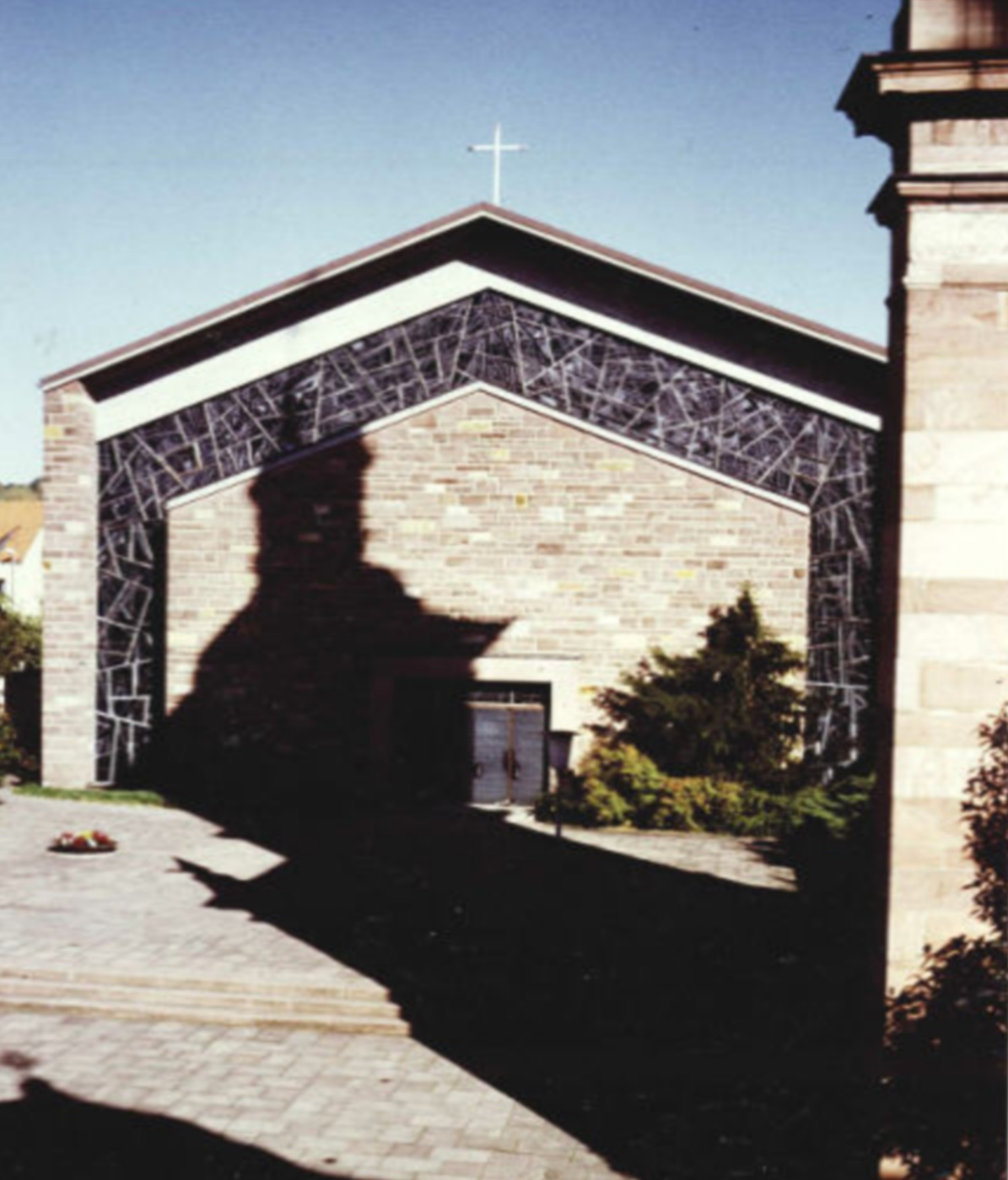
St.Peter und Paul Obernau Kirche 1962, Turm 1792
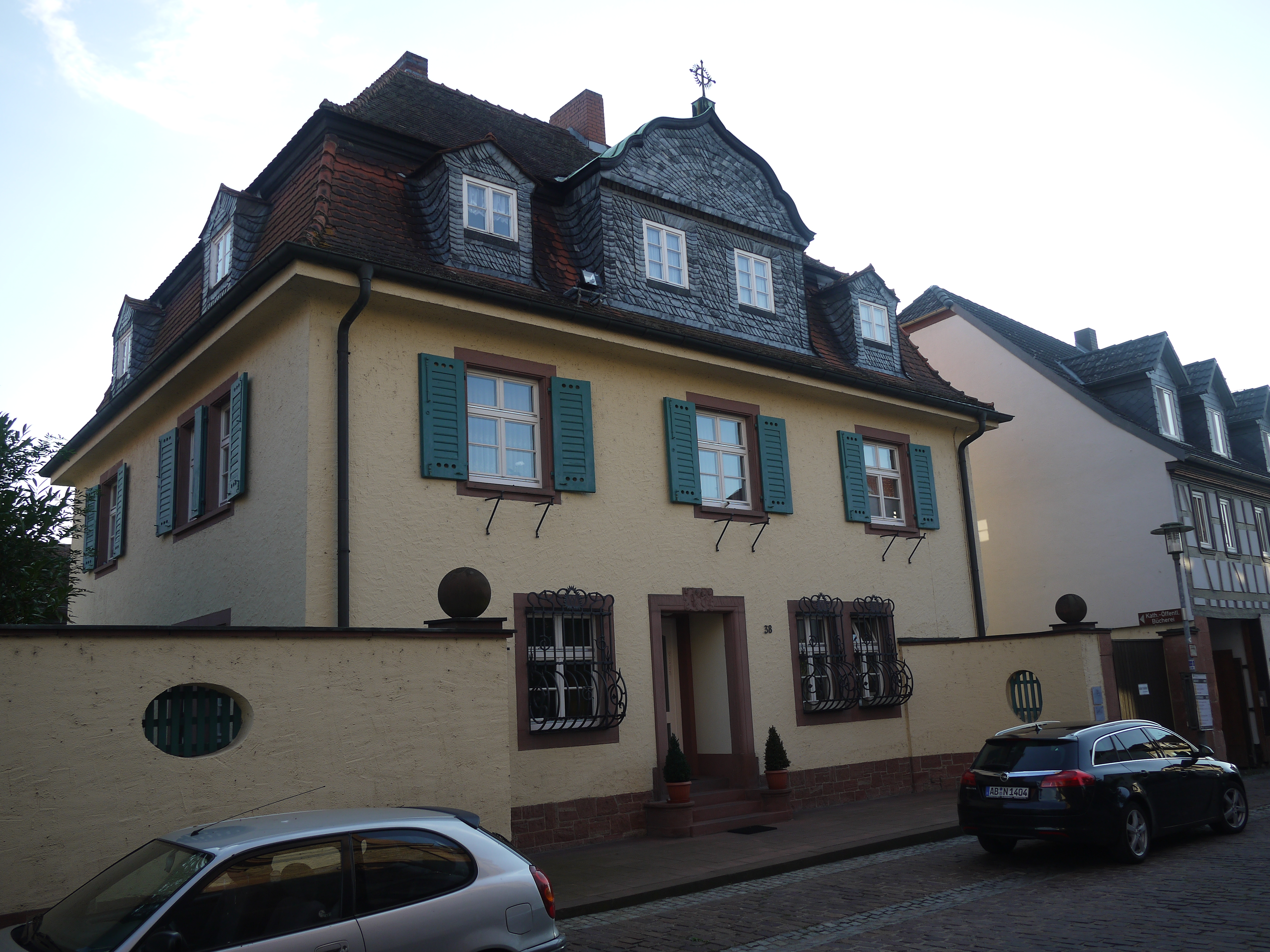
Pfarrhaus 1912
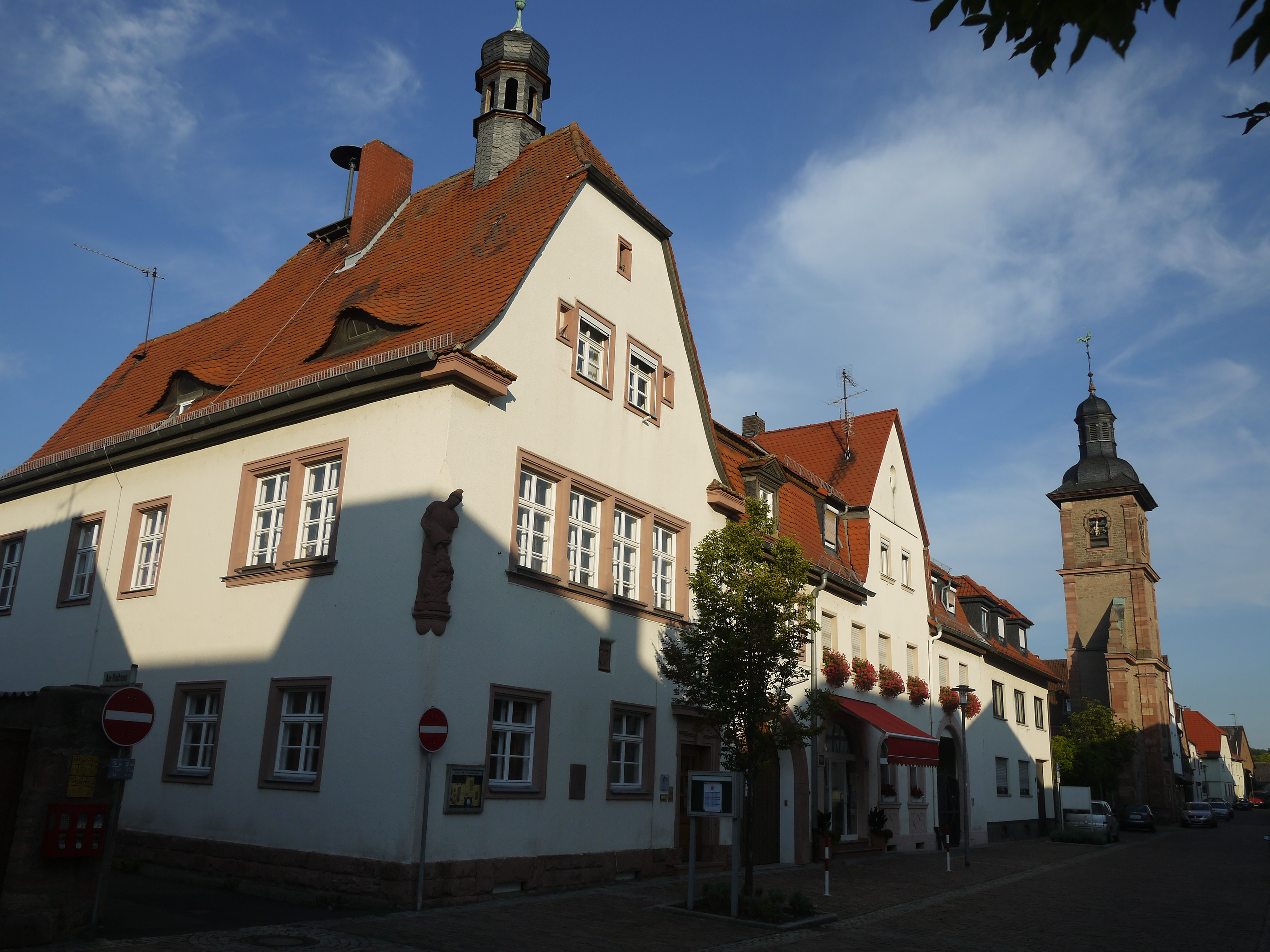
ehem. Rathaus 1911/1912
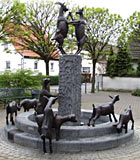
Geißenbrunnen „Gaasebrunne“ 1992
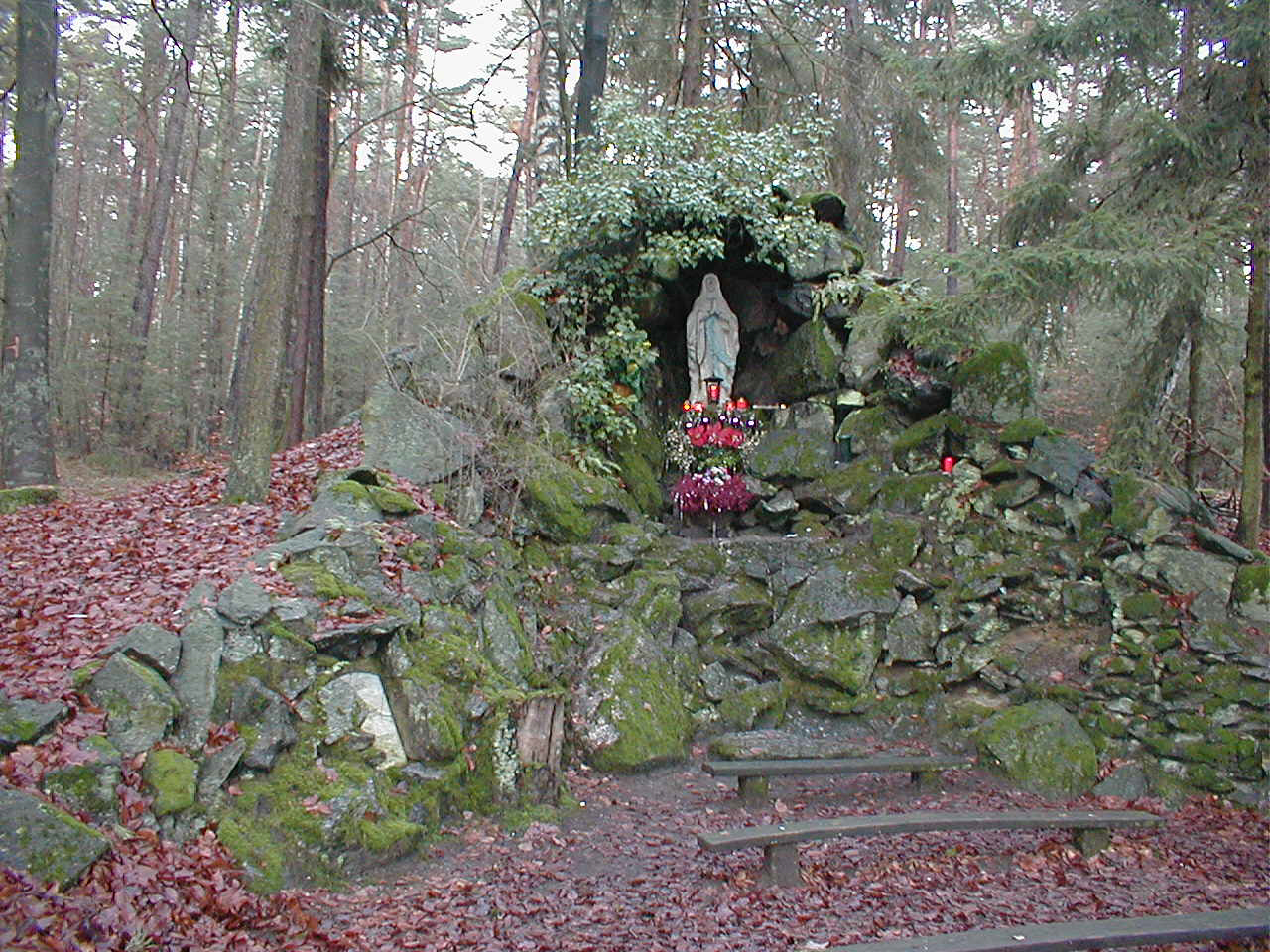
Mariengrotte im Obernauer Wald 1886

## Scherzvers
„In Obernau da ist der Himmel blau, da tanzt der Ziegenbock mit seiner Frau.“ – Entsprechend diesem Spruch, wurde 1992 in Obernau ein Ziegenbrunnen „Gaasbockbrunne“ in einer kleinen Grünanlage geschaffen.

## Bekannte Personen aus Obernau
- Paul Gerlach (* 18. August 1929 in Obernau; † 24. Mai 2009 in Aschaffenburg) war ein deutscher Jurist, Verwaltungsbeamter und Politiker (CSU).
- Klaus Herzog (* 29. März 1951 in Obernau) war von 2000 bis 2020 amtierender Oberbürgermeister von Aschaffenburg.

## Verkehr

### Deutsche Bahn
- Bahnstrecke Aschaffenburg–Miltenberg – Kursbuchstrecke 781
- Betreiber: Deutsche-Bahn-Tochter Westfrankenbahn
- Streckenabschnitt: Aschaffenburg – Obernburg-Elsenfeld – Miltenberg – Wertheim – Crailsheim

Hält im Normalfall je einmal pro Stunde in beide Richtungen.

### Buslinien
- Stadtbus 1: Aschaffenburg Hbf/Rob – Obernau – Sulzbach
- VAB-Bus 61: Aschaffenburg Hbf/Rob – Obernau – Sulzbach – Kleinwallstadt – Elsenfeld – Erlenbach – Klingenberg – Mönchberg